# Biopsia líquida
La biopsia líquida, también conocida como biopsia de fluido o biopsia en fase fluida, es una prueba anlítica que se realiza en una muestra de tejido biológico no sólido, principalmente sangre. Al igual que la biopsia tradicional, esta técnica se usa principalmente como una herramienta para el diagnóstico y el seguimiento de enfermedades como el cáncer. Su finalidad es la de buscar células cancerosas que están circulando en la sangre o en porciones de ADN de las células tumorales circulantes.

## Ventajas
La biopsia líquida se puede utilizar para ayudar a encontrar un cáncer en un estado precoz. Presenta además la ventaja adicional de ser en gran parte no invasiva y, por lo tanto, se puede hacer con más frecuencia, lo que permite rastrear mejor los tumores y las mutaciones a lo largo de un período de tiempo. Asimismo se puede usar para validar la eficacia de un medicamento para el tratamiento del cáncer tomando muestras múltiples de biopsia líquida en el lapso de algunas semanas. Esta tecnología también puede ser beneficiosa para los pacientes después del tratamiento para controlar una recaída.
Sin embargo, aunque la biopsia líquida de células tumorales circulantes fue validada y aprobada por la FDA como un método de pronóstico útil para varios tipos de cáncer, su aplicación clínica aún no está muy extendida.

## Tipos
Existen varios tipos de biopsia líquida dependiendo de las condiciones que se estén estudiando.
- En estudios de cáncer, de células tumorales circulantes y/o ADN tumoral libre de células.[6][7]
- En el diagnóstico de ataque cardíaco, se toman muestras de células endoteliales circulantes.
- En el diagnóstico prenatal, se extrae el ADN fetal libre de células de la sangre materna. El líquido amniótico también puede extraerse y analizar.

Se pueden estudiar una amplia variedad de biomarcadores para detectar otras enfermedades. Por ejemplo, al aislamiento de protoporfirina IX a partir de muestras de sangre puede usarse como una herramienta de diagnóstico para la aterosclerosis. Cuando se estudia el sistema nervioso central, se pueden tomar muestras de líquido cefalorraquídeo en lugar de sangre.

## Funcionamiento
A diferencia de las biopsias tradicionales, las biopsias líquidas eliminan la necesidad de operaciones cirúrgicas y procedimientos invasivos al permitir que los profesionales médicos realicen pruebas para detectar signos de cáncer a partir de una simple extracción de sangre. Como resultado, estas biopsias son mucho más fáciles de realizar, y conducirán a diagnósticos más tempranos de cánceres en los pacientes.
Las biopsias líquidas fueron posibles gracias a los avances en la secuenciación del genoma humano, ya que los científicos e investigadores ahora pueden detectar mutaciones genéticas de cánceres. Los investigadores descubrieron que las mutaciones únicas de cáncer pueden aparecer en fragmentos microscópicos de ADN en la sangre de un paciente. Las células tumorales liberan ADN, ARN o proteínas libres en circulación relacionadas con tumores, que circulan en la sangre de pacientes con cáncer. Por lo tanto, los ensayos que utilizan estas moléculas se pueden utilizar para la detección precoz del tumor, el control o la detección de mutaciones de resistencia.

## La biopsia líquida versus la del tejido
La biopsia líquida es una alternativa no invasiva que incluye ADN circulante y células tumorales circulantes que ayudan a inferir la evolución del tumor. Las muestras de sangre tienen información de las células que forman el cáncer y su estudio proporciona ventajas para entender cambios moleculares durante el curso de un tratamiento. Mientras que la biopsia tumoral (muestra del tejido del tumor) incluyen procedimientos invasivos con potencial de complicaciones y costos significativos. Además, tienen limitaciones en la disponibilidad del tejido tumoral y sesgo de muestreo. En un estudio compararon análisis entre ADN plasmático y muestras de tejido, sugiriendo que el ADN circulante de la sangre proporciona una representación más holística de aberraciones genómicas del cáncer de un paciente, en distintos sitios de tumores primarios y metastásicos, en comparación con las muestras de biopsia de tejido tumoral que reflejan un área limitada.

## Limitaciones
La tecnología usada para el análisis genético del ADN circulante presente en la biopsia líquida incluye paneles dirigidos que no detectan la mayoría de las mutaciones y alteraciones del número de copias. Para resolver la heterogeneidad intratumoral e inferir en la evolución del tumor requiere medir un gran número de marcadores genómicos, que los paneles dirigidos por lo general no proporcionan.

## Aplicaciones de la biopsia líquida en cáncer
En 2019, Cristiano y colaboradores desarrollaron un nuevo análisis para evaluar la fragmentación de DNA libre celular desprendido por las células en procesos normales como la apoptosis o por las células cancerosas y que circulan en el torrente sanguíneo. Para esto, se tomaron muestras sanguíneas en donde se aisló el plasma sanguíneo de 236 pacientes con 7 tipos diferentes de cáncer entre los que se incluyen; cáncer de mama, colorrectal, pulmón, ovario, pancreático, gástrico y en el conducto biliar. Los investigadores compararon los perfiles de fragmentación obtenidos a través de estudios de GWAS y los compararon entre pacientes con cáncer contra los perfiles de fragmentación de DNA de 245 pacientes sanos. Para observar la diferencia entre los tamaños de los fragmentos y decidir aquellos fragmentos que correspondían a los pacientes con cáncer o a los pacientes sanos, se desarrolló DELFI. DELFI del inglés DNA evaluation of fragments for early interceptation, es un método de evaluación que se basa en un tipo de inteligencia artificial denominado “Machine Learning”. Específicamente, para distinguir entre los pacientes utilizando estos perfiles de fragmentación, Cristiano et al., utilizaron el “Modelo de aumento de gradiente estocástico” (o Gradient Boosting Model, gbm), el cual se define como modelos algorítmicos construidos en serie, así cada modelo puede “aprender del anterior”. Por lo tanto, el “Gradient boosting” busca disminuir los errores en los modelos algorítmicos que se crean secuencialmente. Típicamente se utilizan árboles de decisión para estos modelos de aprendizaje. Finalmente, se usó este aprendizaje automático de impulso de árbol de gradiente para examinar si el ADNc puede clasificarse como que tiene características de un paciente con cáncer o un individuo sano. Utilizando este método, a través de la biopsia líquida, se podría mejorar el diagnóstico temprano de pacientes con cáncer. Sin embargo, DELFI requiere de una validación adicional en otros estudios. Sin embargo, el uso de la biopsia líquida parece ser una opción prometedora que podría sustituir la biopsia de tejidos, ya que los elementos presentes en plasma como el DNA libre celular podría dar información como el origen del tumor, y ciertas alteraciones genéticas y epigenéticas importantes para el entendimiento del cáncer.
En un reciente estudio en 2020, investigaron la evolución del genoma de pacientes con cáncer de próstata metastásico en respuesta a diferentes terapias, mediante la secuenciación de ADN plasmático para medir variaciones en el número de copias del genoma y mutaciones del exoma. Este enfoque fue dirigido a pacientes con cáncer de próstata, donde las biopsias de tejido del hueso y de otros sitios metastásicos fueron difíciles de recolectar. Para ello, desarrollaron un método PEGASUS (Plasma Exome and Genome Analysis by Size-selection Unbiased sequencing) que implica la selección de pequeños fragmentos de ADN que contienen alto contenido tumoral. Este método fue diseñado para aislar fragmentos de ADN circulante de bajo peso molecular (< 1000 pb). Con PEGASUS analizaron el perfil genómico del plasma de 12 pacientes y lo compararon con 9 pacientes con tejidos metastásicos, observando una alta concordancia en las alteraciones genómicas entre el ADN plasmático y las muestras de tejido metastásico, lo que sugiere que el ADN plasmático es altamente representativo de las alteraciones tisulares. Por lo tanto, Ramesh y colaboradores sugieren que PEGASUS puede proporcionar una herramienta de perfilado invaluable para descubrir biomarcadores genómicos asociados con el comportamiento de la enfermedad y la sensibilidad a los medicamentos. Se realizó un estudio similar a este, pero midiendo el ADN circulante tumoral presente en el torrente sanguíneo, viéndose cómo este, a través de secuenciación del genoma completo (Whole-genome sequencing, WGS), permitía observar la evolución filogenética y genómica de las mutaciones causadas por este tumor, así como los posibles mecanismos de resistencia. Así, deja entredicho que este ADN circulante tumoral es una potencial herramienta en investigación, así como para desarrollar posibles nuevos tratamientos.
En estudios más recientes, se ha explorado cómo el aprendizaje automático puede mejorar significativamente el análisis del ADN celular libre (cfDNA) en plasma para la detección y manejo del cáncer. Un enfoque destacado ha sido la integración de varias métricas fragmentómicas y genómicas del cfDNA, como la proporción de fragmentos cortos (<150 pb), la diversidad de trinucleótidos en los extremos de los fragmentos, y las mutaciones en el número de copias somáticas. Estas métricas se combinaron mediante modelos de aprendizaje automático, como la regresión logística, para mejorar la sensibilidad y especificidad en la detección de cáncer. Este enfoque multimodal logró un área bajo la curva ROC (AUC) de 0.96 en pruebas con datos independientes, detectando hasta el 81% de los casos en etapas avanzadas y el 63% en etapas tempranas.
Una herramienta clave en estos avances ha sido el análisis integrado de extremos de fragmentos (FrEIA), que permite cuantificar la composición de los extremos del cfDNA a partir de datos de secuenciación del genoma completo. Esta técnica ha demostrado que los fragmentos tumorales tienen características únicas, como un aumento de la diversidad en los extremos y una mayor proporción de fragmentos cortos, lo que facilita su diferenciación de los fragmentos derivados de tejidos sanos. 
Además, este enfoque tiene aplicaciones clínicas destacadas más allá del diagnóstico. Por ejemplo, se ha utilizado para monitorizar la respuesta al tratamiento en pacientes con adenocarcinoma esofágico y cáncer de pulmón, mostrando correlaciones entre los cambios en las métricas del cfDNA y la progresión o regresión de la enfermedad. También ha permitido predecir la recurrencia en pacientes tras la cirugía, con una sensibilidad suficiente para identificar casos de recaída hasta un año antes de los síntomas clínicos en el 50% de los pacientes.
A diferencia de métodos más costosos y específicos como el análisis tumor-informado, que requiere biopsias de tejido y datos adicionales, el análisis multimodal del cfDNA puede realizarse directamente sobre muestras de sangre sin necesidad de información previa del tumor. Esto lo convierte en una herramienta más accesible y económica para su implementación en entornos clínicos, aunque, esta tecnología está en proceso de desarrollo y requiere validación adicional en estudios más amplios antes de su implementación clínica generalizada.